# Championnat National (Martinique)
Die Championnat National (deutsch Nationale Meisterschaft) ist die höchste Spielklasse des im Männerfußball von Martinique. Die Liga wurde 1919 gegründet und wird vom nationalen Fußballverband Ligue de football de la Martinique (LFM) ausgerichtet. Die Liga besteht aus 14 Mannschaften, am Ende einer Saison steigen die vier am schlechtesten platzierten Teams in die zweitklassige Promotion d’Honneur ab.
Lediglich drei Mal nahmen Mannschaften der Championnat National an der CFU Club Championship teil. Aiglon du Lamentin erreichte 1998 das Halbfinale, der Club Franciscain zog sich 2002 wegen der Teilnahme am Coupe de France zurück und gewann 2018 das CONCACAF Caribbean Club Shield.

## Aktuelle Saison
An der Saison 2019/20 nahmen die folgenden 14 Mannschaften teil:
- Aiglon du Lamentin
- AS Samaritaine
- Club Colonial
- Club Franciscain
- CO Trenelle
- Essor-Préchotain
- Golden Lion
- New Star
- Rapid Club du Lorrain
- Réveil Sportif
- RC Rivière-Pilote
- RC St. Joseph
- Union des Jeunes Monnérot
- US Robert

## Bisherige Meister
| Saison | Meister                        |
| ------ | ------------------------------ |
| 1919   | Intrépide (Fort-de-France)     |
| 1920   | Club Colonial (Fort-de-France) |
| 1921   | Club Colonial (Fort-de-France) |
| 1922   | Club Colonial (Fort-de-France) |
| 1923   | Club Colonial (Fort-de-France) |
| 1924   | Club Colonial (Fort-de-France) |
| 1925   | Intrépide (Fort-de-France)     |
| 1926   | Club Colonial (Fort-de-France) |
| 1927   | Golden Star (Fort-de-France)   |
| 1928   | Golden Star (Fort-de-France)   |
| 1929   | Golden Star (Fort-de-France)   |
| 1930   | Club Colonial (Fort-de-France) |
| 1931   | Club Colonial (Fort-de-France) |
| 1932   | Stade Spiritain (St.-Esprit)   |
| 1933   | Intrépide (Fort-de-France)     |
| 1934   | nicht ausgetragen              |
| 1935   | Club Colonial (Fort-de-France) |
| 1936   | Golden Star (Fort-de-France)   |
| 1937   | Golden Star (Fort-de-France)   |
| 1938   | Club Colonial (Fort-de-France) |
| 1939   | Golden Star (Fort-de-France)   |
| 1940   | Club Colonial (Fort-de-France) |
| 1941   | Club Colonial (Fort-de-France) |
| 1942   | Club Colonial (Fort-de-France) |
| 1943   | Club Colonial (Fort-de-France) |
| 1944   | Gauloise (Trinité)             |
| 1945   | Good Luck (Fort-de-France)     |
| 1946   | Aigle Sportif (Fort-de-France) |

| Saison  | Meister                        |
| ------- | ------------------------------ |
| 1947    | Aigle Sportif (Fort-de-France) |
| 1948    | Golden Star (Fort-de-France)   |
| 1949    | Club Colonial (Fort-de-France) |
| 1950    | Gauloise (Trinité)             |
| 1951    | Gauloise (Trinité)             |
| 1952    | Golden Star (Fort-de-France)   |
| 1953    | Golden Star (Fort-de-France)   |
| 1954    | Golden Star (Fort-de-France)   |
| 1955    | Gauloise (Trinité)             |
| 1956    | Golden Star (Fort-de-France)   |
| 1957    | Good Luck (Fort-de-France)     |
| 1958    | Golden Star (Fort-de-France)   |
| 1959    | Golden Star (Fort-de-France)   |
| 1960    | Stade Spiritain (Saint-Esprit) |
| 1961    | Stade Spiritain (Saint-Esprit) |
| 1962    | Golden Star (Fort-de-France)   |
| 1963    | Aussaut (Saint-Pierre)         |
| 1964    | Club Colonial (Fort-de-France) |
| 1965    | Club Colonial (Fort-de-France) |
| 1966    | Aussaut (Saint-Pierre)         |
| 1967    | Aussaut (Saint-Pierre)         |
| 1968    | Aussaut (Saint-Pierre)         |
| 1969/70 | Eclair (Rivière Salée)         |
| 1970/71 | Club Franciscain (Le François) |
| 1971/72 | CS Vauclinois (Le Vauclin)     |
| 1972/73 | Club Colonial (Fort-de-France) |
| 1973/74 | Aussaut (Saint-Pierre)         |
| 1974/75 | CS Vauclinois (Le Vauclin)     |

| Saison  | Meister                            |
| ------- | ---------------------------------- |
| 1975/76 | AS Samaritaine (Sainte-Marie)      |
| 1976/77 | Golden Star (Fort-de-France)       |
| 1977/78 | Renaissance (Sainte Anne)          |
| 1978/79 | Renaissance (Sainte Anne)          |
| 1979/80 | Renaissance (Sainte Anne)          |
| 1980/81 | Gauloise (Trinité)                 |
| 1981/82 | AS Samaritaine (Sainte-Marie)      |
| 1982/83 | RC Rivière-Pilote (Rivière-Pilote) |
| 1983/84 | RC Rivière-Pilote (Rivière-Pilote) |
| 1984/85 | Aiglon du Lamentin (Le Lamentin)   |
| 1985/86 | Olympique du Marin (Le Marin)      |
| 1986/87 | Golden Star (Fort-de-France)       |
| 1987/88 | Excelsior (Schœlcher)              |
| 1988/89 | Excelsior (Schœlcher)              |
| 1989/90 | US Marinoise (Marin)               |
| 1990/91 | Aiglon du Lamentin (Le Lamentin)   |
| 1991/92 | Aiglon du Lamentin (Le Lamentin)   |
| 1992/93 | US Robert (Le Robert)              |
| 1993/94 | Club Franciscain (Le François)     |
| 1994/95 | US Marinoise (Marin)               |
| 1995/96 | Club Franciscain (Le François)     |
| 1996/97 | Club Franciscain (Le François)     |
| 1997/98 | Aiglon du Lamentin (Le Lamentin)   |
| 1998/99 | Club Franciscain (Le François)     |
| 1999/00 | Club Franciscain (Le François)     |
| 2000/01 | Club Franciscain (Le François)     |
| 2001/02 | Club Franciscain (Le François)     |
| 2002/03 | Club Franciscain (Le François)     |

| Saison  | Meister                        |
| ------- | ------------------------------ |
| 2003/04 | Club Franciscain (Le François) |
| 2004/05 | Club Franciscain (Le François) |
| 2005/06 | Club Franciscain (Le François) |
| 2006/07 | Club Franciscain (Le François) |
| 2007/08 | RC Rivière-Pilote              |
| 2008/09 | Club Franciscain (Le François) |
| 2009/10 | RC Rivière-Pilote              |
| 2010/11 | Club Colonial (Fort-de-France) |
| 2011/12 | RC Rivière-Pilote              |
| 2012/13 | Club Franciscain (Le François) |
| 2013/14 | Club Franciscain (Le François) |
| 2014/15 | Golden Lion (Saint-Joseph)     |
| 2015/16 | Golden Lion (Saint-Joseph)     |
| 2016/17 | Club Franciscain (Le François) |
| 2017/18 | Club Franciscain (Le François) |
| 2018/19 | Club Franciscain (Le François) |
| 2019/20 | AS Samaritaine (Sainte-Marie)  |
| 2020/21 | Golden Lion (Saint-Joseph)     |
| 2021/22 | Golden Lion (Saint-Joseph)     |
| 2022/23 | Golden Lion (Saint-Joseph)     |
| 2023/24 | Club Franciscain (Le François) |

## Rekordmeister
| Verein             | Stadt          | Titel | Zuletzt |
| ------------------ | -------------- | ----- | ------- |
| Club Colonial      | Fort-de-France | 19    | 2010/11 |
| Club Franciscain   | Le François    | 19    | 2018/19 |
| Golden Star        | Fort-de-France | 16    | 1986/87 |
| Aussaut            | Saint-Pierre   | 5     | 1973/74 |
| Gauloise           | La Trinité     | 5     | 1980/81 |
| RC Rivière-Pilote  | Rivière-Pilote | 5     | 2011/12 |
| Aiglon du Lamentin | Le Lamentin    | 4     | 1997/98 |
| AS Samaritaine     | Sainte-Marie   | 3     | 2019/20 |
| Golden Lion        | Saint-Joseph   | 3     | 2020/21 |
| Intrépide          | Fort-de-France | 3     | 1933    |
| Renaissance        | Sainte Anne    | 3     | 1979/80 |
| Stade Spiritain    | Saint-Esprit   | 3     | 1961    |
| Excelsior          | Schœlcher      | 2     | 1988/89 |
| Aigle Sportif      | Fort-de-France | 2     | 1947    |
| Good Luck          | Fort-de-France | 2     | 1957    |
| US Marinoise       | Le Marin       | 2     | 1994/95 |
| CS Vauclinois      | Le Vauclin     | 2     | 1974/75 |
| Eclair             | Rivière-Salée  | 1     | 1969/70 |
| Olympique du Marin | Le Marin       | 1     | 1985/86 |
| US Robert          | Le Robert      | 1     | 1992/93 |